# Ольхович, Серхио
Се́рхио Ольхо́вич Грин (исп. Sergio Olhovich Greene) (род. 9 октября 1941, Суматра, колония Нидерландов, ныне Индонезия) — мексиканский кинорежиссёр и сценарист.

## Биография
Родился 9 октября 1941 года на острове Суматра в семье Владимира Ольховича — инженера-нефтяника, покинувшего РСФСР в 1925 году и Катарине Грин, ирландско-мексиканского происхождения, дочери врача. Из-за переездов отца по работе в детстве жил в разных странах, таких как Колумбия, Венесуэла и Эквадор.
Окончил режиссёрское отделение театральной школы в Мексике, а затем режиссёрский факультет ВГИКа (1969). Начинал как документалист. В игровом кино дебютировал в 1972 («Кукла королевы»). Ведущий режиссёр мексиканского «нового кино». Часто пишет сценарии к собственным фильмам. 
Занимал различные должности в Режиссёрской секции Профсоюза работников кинематографического производства (STPC), в котором с 1960-х годов активно выступал против «политики закрытых дверей», отказывавшей во входе в мексиканскую киноиндустрию новым талантам. В том же духе он был пропагандистом кинокооперативов против преобладающей в мексиканском кино 1970-х годов тенденции к производству продукции низкого качества. Долгое время руководил Объединением режиссёров Мексики. 
Вместе с актёром и режиссёром Тимофеем Спиваком, который снимался в фильме «Эсперанса», создал Российско-мексиканский институт искусства, кино и театра в Мехико (Мексика).
Член жюри XX Московского международного кинофестиваля.

## Личная жизнь
Серхио Ольхович был женат дважды.
- Первой супругой режиссёра являлась русская женщина, которую он увёз в Мексику из Москвы[1]. Причины развода неизвестны.
- Второй и нынешней супругой режиссёра является художница Габриела Роблес (исп. Gabriela Robles).

## Избранная фильмография
- 1970 — Дань Леопольдо Мендесу[2] / Homenaje a Leopoldo Méndez (документальный к/м)
- 1972 — Кукла королевы / Muñeca reina (по роману Карлоса Фуэнтеса)
- 1974 — Встреча одинокого человека / El encuentro de un hombre solo
- 1975 — Дом на Юге / La casa del Sur
- 1976 — Коронация / Coronación (по роману Хосе Доносо)
- 1978 — В дождь / Llovizna (в советском прокате «Дождь идёт»)
- 1981 — Ад, которого мы все боимся / El infierno de todos tan temido
- 1986 — Анхель Ривер / Angel River (с США)
- 1988 — Эсперанса / Esperanza
- 1989 — Рождественская песнь / Cuento de Navidad (к/м)
- 1991 — Когда я был в тебя влюблен / Como fui a enamorarme de ti
- 1993 — Брат Бартоломе де ла Касас[3] / Fray Bartolomé de las Casas
- 1999 — Танцы под ущербной луной / En un claroscuro de la luna (по автобиографическому роману известной парагвайской художницы Эдит Хименес[исп.] (1918—2004))

## Награды и премии
- 1975 — номинация на Золотой приз IX Московского международного кинофестиваля («Дом на Юге»)
- 1987/1988 — 31-я церемония награждения премии Мексиканской киноакадемии «Ариэль» («Эсперанса»)
- 2008 — Медаль Пушкина (22 марта 2008 года) — за большой вклад в распространение, изучение русского языка и сохранение культурного наследия, в сближение и взаимообогащение культур наций и народностей[4]